# Вулиця Митрополита Андрея Шептицького
Ву́лиця Митрополи́та Андре́я Шепти́цького — вулиця в Дніпровському районі міста Києва, житловий масив Лівобережний. Пролягає від Броварського проспекту до кінця забудови.
Прилучаються Лікарняний провулок, вулиці Микільсько-Слобідська, Всеволода Нестайка, площа Пантелеймона Куліша, вулиці Андрія Аболмасова, Пантелеймона Куліша, Слобідський провулок, Єлизавети Шахатуні і вулиця Євгена Маланюка.

## Історія
Виникла в 1930-х роках у Микільській слобідці, мала назву провулок Луначарського на честь радянського політичного діяча, письменника та філософа Анатолія Луначарського. У 1970-х роках вулицю було переплановано, стару забудову знесено. 
З 1977 року мала назву вулиця Анатолія Луначарського.
Сучасна назва на честь українського релігійного, культурно-освітнього і громадського діяча, єпископа Української греко-католицької церкви Митрополита Андрея (Шептицького) — з 2016 року.

## Установи та заклади

### Навчальні заклади
- Середня загальноосвітня школа № 272 український колеж ім. В. О. Сухомлинського (5-а)

### Медичні заклади
- Центральна поліклініка Дніпровського району (5)
- Управління охорони здоров'я у Дніпровському районі (5)
- Міський дитячий кардіоревматологічний центр (5)

### Заклади культури
- Київський міський центр народної творчості та культурологічних досліджень (1-б)

### Поштові відділення
- Лівобережний поштамт № 2 (16/4)

### Найбільші заклади торгівлі
- Торговельно-розважальний центр «Комод» (4)
- Супермаркет «Олімпійський» (22)

## Цікаві факти
- На вулиці Митрополита Андрея Шептицького знаходиться один з найбільших у Києві будинків за кількістю під'їздів, що зібрані під однією адресою. До адреси вул. Митрополита Андрея Шептицького, 1/2 відноситься 18 під'їздів з 641 квартирою.

- Вул. Митрополита Андрея Шептицького, 9-г — адміністративна будівля, що збереглася від старої забудови Микільської слобідки. Два інших будинки від попередньої забудови місцевості — музична школа (вул. Пантелеймона Куліша, 7-а) та будинок по вул. Пантелеймона Куліша, 13 (на ньому зберігається табличка з попередньою його адресою — вул. Каховська, 56). Всі ці будинки стояли вздовж центральної тоді вулиці Каховської, яка після забудови масиву Микільська слобідка була частково ліквідована.

## Зображення

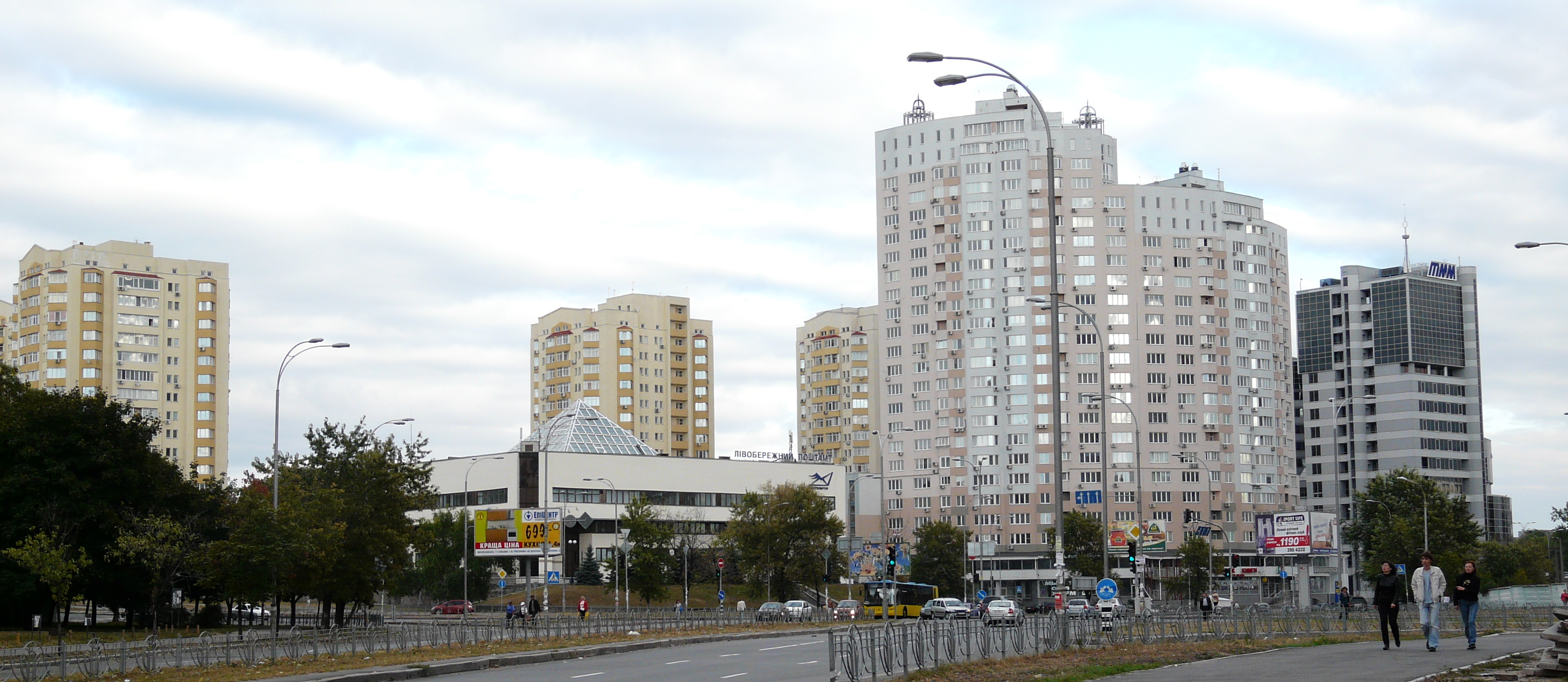
Забудова початку вулиці.
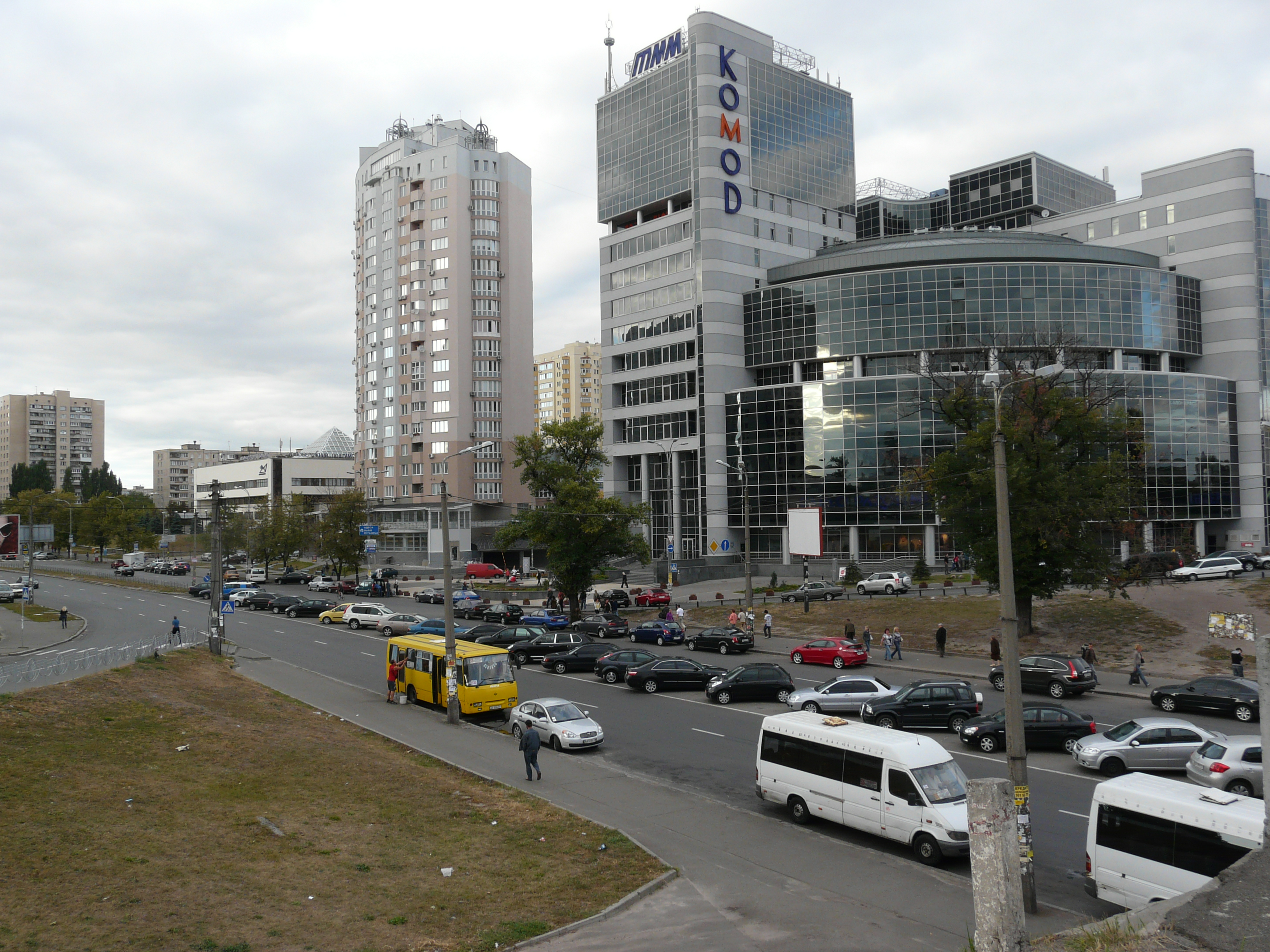
Забудова початку вулиці.
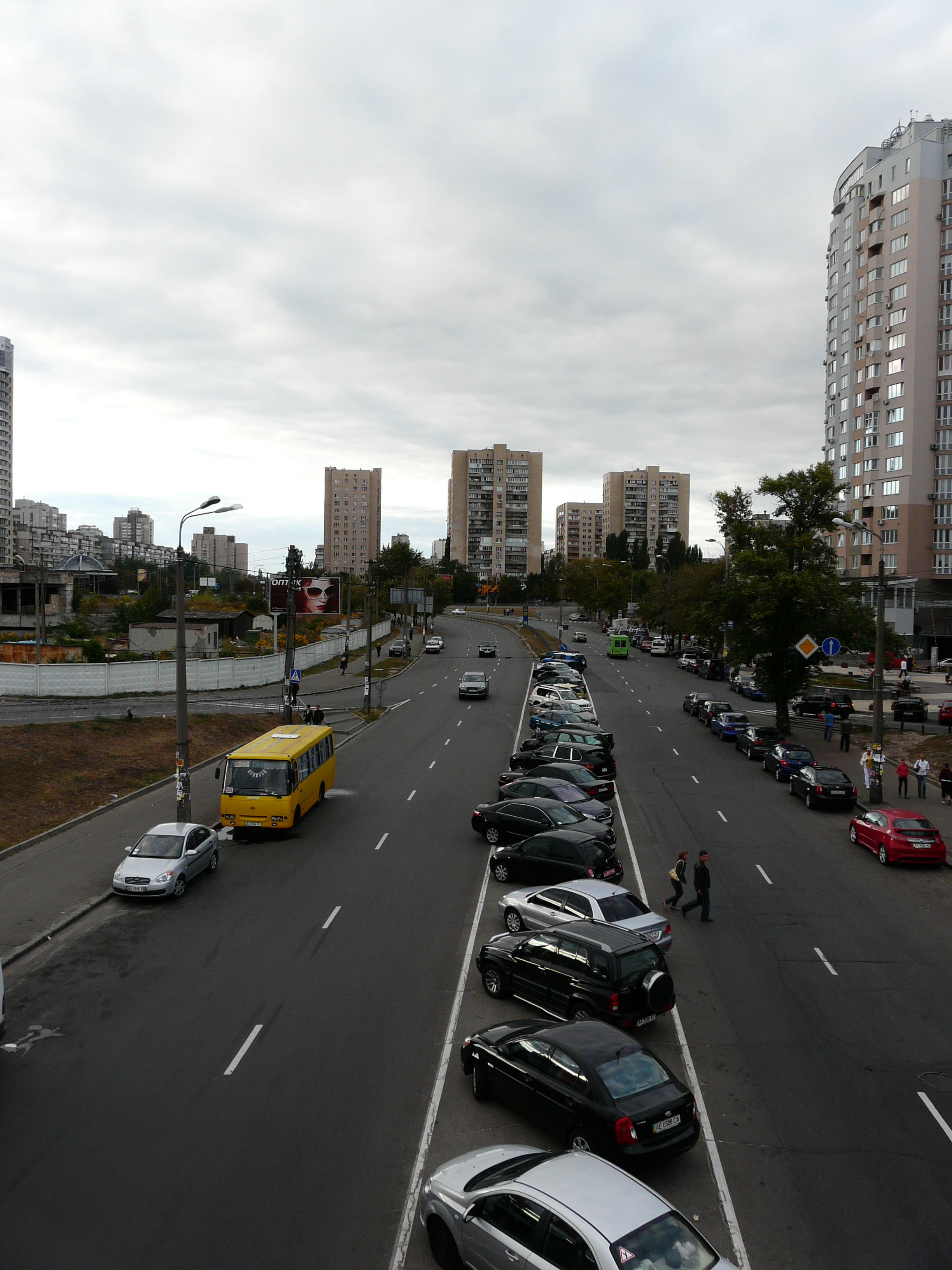
Загальна перспектива вул. Митрополита Андрея Шептицького (в напрямку від початку до пл. Пантелеймона Куліша)
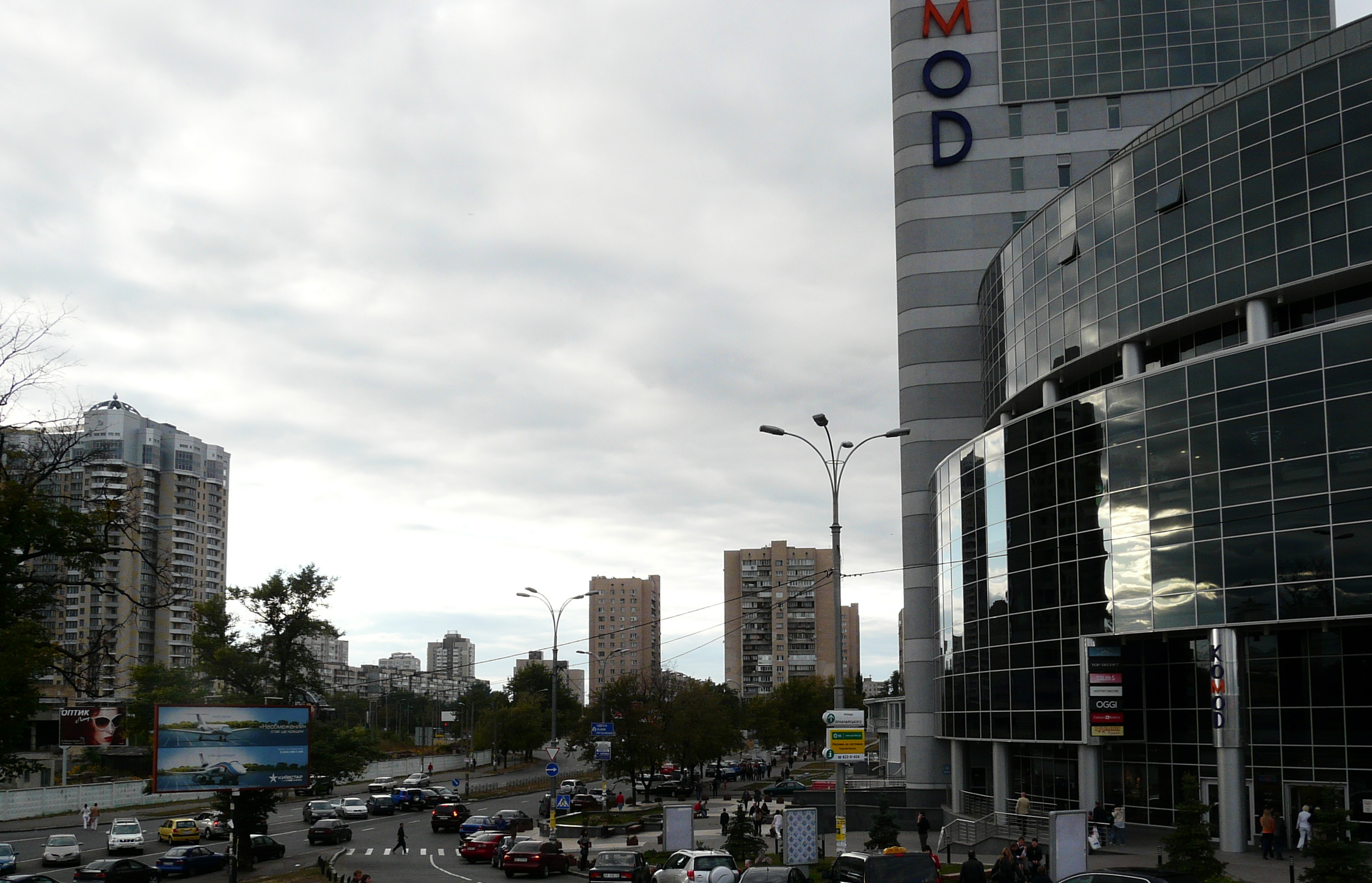
Загальна перспектива вул. Митрополита Андрея Шептицького (в напрямку від початку до пл. Пантелеймона Куліша)
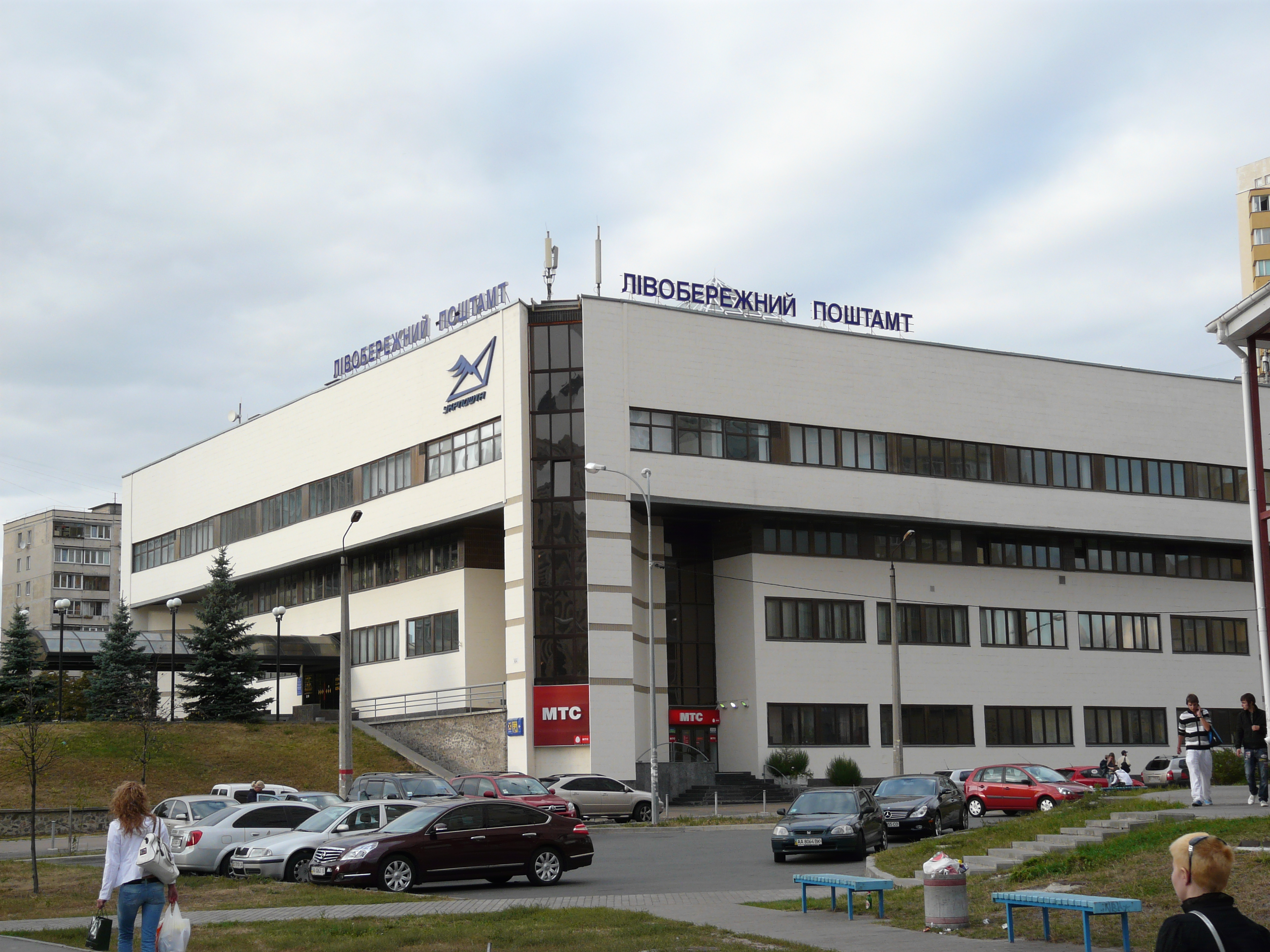
Лівобережний поштамт